# Gordon Ferry
Gordon Ferry (sinh ngày 22 tháng 12 năm 1943) là một cựu cầu thủ bóng đá người Anh thi đấu ở Football League cho Arsenal và Leyton Orient. Ông cũng có một thời gian ngắn làm huấn luyện viên của Barnet năm 1974.